# Yo-Yo Ma
Yo-Yo Ma, né le 7 octobre 1955 à Paris, est un violoncelliste franco-américain d'origine chinoise.

## Biographie
Né Ernest Ma (pour l'état civil français) à Paris de parents chinois, sa mère, Marina Lu, est une chanteuse née à Hong-Kong et son père, Hiao-Tsiun Ma, est violoniste et professeur de musique.
Yo-Yo Ma commence à quatre ans l'étude du violoncelle avec son père, puis la poursuit au conservatoire de Saint-Germain-en-Laye avec Michèle Lepinte-Bèche, élève du maître Paul Bazelaire. Après un premier concert à six ans à Paris, il part avec ses parents à New York, où il suit l'enseignement de Leonard Rose à la Juilliard School.
Repéré par Pablo Casals alors qu'il vit en France, Yo-Yo Ma est invité à l'âge de 7 ans à faire ses débuts aux États-Unis en se produisant en compagnie d'interprètes mondialement connus à un concert caritatif devant le président des États-Unis, John Fitzgerald Kennedy, au Kennedy Center for the Performing Arts de New York. Il y interprète au violoncelle le premier mouvement du concertino n°3 en la majeur pour violoncelle et piano de Jean-Baptiste Bréval, accompagné de sa sœur aînée Yeou-Cheng Marie-Thérèse Ma, devant un parterre de personnalités du monde politique et musical. Il entame sa carrière professionnelle auprès de Leonard Bernstein et revient en France pour jouer avec l'Orchestre national de France et l'Orchestre de Paris, sous la direction de Myung-Whun Chung. 
Yo-Yo Ma sort en 2004 un album dans lequel il reprend, sous la direction d'Ennio Morricone, et en collaboration avec le Roma Sinfonietta Orchestra, les plus célèbres musiques de films du compositeur italien.
Yo-Yo Ma s'est de nombreuses fois montré ouvert aux autres formes musicales, jazz et tango, ainsi qu'aux musiques traditionnelles, comme lorsqu'il joua avec des membres du peuple de la brousse du Kalahari, en Afrique. Il a également travaillé, à plusieurs reprises, avec le compositeur de musiques de films John Williams (Sept ans au Tibet, Mémoires d'une geisha). Sa collaboration avec John Williams a également donné naissance à des œuvres plus classiques, et à une pièce composée spécialement pour l'investiture de Barack Obama, le 20 janvier 2009 : Air and Simple Gifts. À cette occasion, Yo-Yo Ma interpréta la pièce en playback (sans le révéler aux spectateurs) avec Itzhak Perlman, Anthony McGill et Gabriela Montero.
Il a parrainé les premières années de l'Orchestre Divan occidental-oriental, l'orchestre israélo-arabe dirigé par Daniel Barenboim. 
Jacqueline du Pré, épouse et partenaire musicale du pianiste et chef d’orchestre Daniel Barenboim, a légué à Yo-Yo Ma l'un de ses violoncelles, un Stradivarius de 1712.
Il tient son propre rôle dans le dixième épisode de la deuxième saison de la série À la Maison-Blanche, intitulé Noël, diffusé le 20 décembre 2000.
En 2006, il a rejoint la liste des « Messagers de la paix » de l'ONU, parmi lesquels on trouve de nombreux musiciens : le ténor Luciano Pavarotti (décédé en 2007) ou le jazzman Wynton Marsalis, entre autres.
En 2010, il apparaît sur un album solo du guitariste Carlos Santana, Guitar Heaven: The Greatest Guitar Classics Of All Time sur la pièce While My Guitar Gently Weeps, un classique des Beatles, réinterprété par Santana avec India Arie au chant.
En 2012, il reçoit le prix Polar Music.
Il est marié avec Jill Hornor en 1978 et ils ont deux enfants, Nicholas et Emily. Ils habitent à Cambridge, dans l'Etat du Massachusetts. Sa sœur aînée, Yeou-Cheng Marie-Thérèse Ma, est une violoniste, qui est mariée avec Michael Dadap, un guitariste. Ils s'occupent d'un orchestre d'enfants, la Children's Orchestra Society, à Manhasset, dans l'État de New York.
Il est membre du conseil d'administration du Forum économique mondial.
En 2021, Yo-Yo Ma est lauréat du Praemium Imperiale.
Le 7 décembre 2024, il accompagne au violoncelle l'actrice Marion Cotillard récitant un poème de Victor Hugo, lors des cérémonies de réouverture de la cathédrale Notre-Dame.

## Discographie
- J.S. Bach, Suites pour violoncelle seul, CBS D3 37867
- Johannes Brahms, sonate n° 1 et 2 pour violoncelle et piano
- Mendelssohn, Trio avec piano, opus 49 et 66
- Schubert, Quintette avec piano D.667 « La Truite », Sony SK 61964
- Schubert, Sonate « Arpeggione », D.821, Sony SK 61964
- Tan Dun, bande originale de Tigre et Dragon, 2000. Yo-Yo Ma y est soliste.

## Collaboration
- 1977 : Triple concerto (Beethoven), A.S. Mutter (violon), Mark Zeltser (piano), Orchestre philharmonique de Berlin, direction H. von Karayan.
- 1995 : Appalachia Waltz: Yo-Yo Ma Cello, Edgar Meyer Bass, Mark O'Connor Violin.
- 2010 : Guitar Heaven: The Greatest Guitar Classics Of All Time de Carlos Santana - Joue sur While My Guitar Gently Weeps avec India Arie au chant.

## Autres
- Hush, Little Baby, chanson enregistrée avec Bobby McFerrin en 1992, a été utilisée dans une publicité télévisée française pour la Renault Twingo[7].

## Filmographie
- 2022 : Glass Onion : Une histoire à couteaux tirés de Rian Johnson : lui-même
- 2000 : A la maison blanche : saison 2 épisode 10 : Noël : lui-même